# Brechmorhoga flavoannulata
Brechmorhoga flavoannulata là loài chuồn chuồn trong họ Libellulidae. Loài này được Lacroix mô tả khoa học đầu tiên năm 1920.